# Sh2-195
Sh2-195 est un objet indéfini de nature incertaine visible dans la constellation de Cassiopée.
Elle est située aux mêmes coordonnées que la galaxie Maffei 2, bien que dans le catalogue Sharpless elle soit définie comme un objet à part entière, ainsi que dans les catalogues de Lynds, où elle porte les initiales LBN 665. Dans les images à différentes longueurs d'onde, aucune nébulosité n'est évidente, de sorte que dans diverses études, il est précisé qu'elle n'a pas été identifiée. Cependant, il existe une étude qui précise que cet objet ne coïncide pas avec la galaxie Maffei 2.